# Alexandre de Winiwarter
Alexandre Joseph de Winiwarter (Wenen, 22 april 1848 - Luik, 31 oktober 1917) was een Belgisch arts en hoogleraar, die werd opgenomen in de Belgische erfelijke adel.

## Geschiedenis
Joseph Winiwarter, grootvader van Alexandre (hierna), werd in 1846 in de erfelijke Oostenrijkse adel opgenomen door keizer Ferdinand I van Oostenrijk. In 1847 werd hem door dezelfde keizer de titel ridder verleend, overdraagbaar op alle mannelijke afstammelingen.

## Levensloop
Alexandre Joseph de Winiwarter was een zoon van ridder Maximilien-Joseph de Winiwarter, advocaat in Wenen, en van Hélène Bacht. Hij werd in 1906 opgenomen in de Belgische erfelijke adel, met de titel ridder overdraagbaar op alle mannelijke afstammelingen. Hij trouwde in Döbling (Oostenrijk) in 1874 met Stéphanie Lumpe (1849-1911) en ze kregen vier kinderen. In 1878 werd hij uitgenodigd om aan de Rijksuniversiteit Luik chirurgie en pathologie te komen doceren. In 1879 kreeg hij ook het vak chirurgische geneeskunde toebedeeld. Hij publiceerde over weefselleer (over het inwendige van de oren), anatomie (over kwaadaardige tumoren, over kwaadaardige lymfe, over borstkanker) en chirurgie. In deze laatste maakte hij proefondervindelijk vooruitgang, onder meer wat betreft operatieve infecties, breuken, ontwrichtingen, en hij gaf hierover voordrachten aan collega's of publiceerde in medische tijdschriften.
A. de Winiwarter was een man van grote cultuur. Hij was zeer belezen en oefende zich door poëzie van Duitse dichters te vertalen in het Italiaans van de tijd van Dante.
Op zijn vijftigste leerde hij nog het vioolspelen aan, teneinde met zijn kinderen een kwartet te kunnen vormen. Hij was zeer geïnteresseerd in de plastische kunsten en telde heel wat vrienden onder de schilders van zijn tijd.
Hij beoefende verschillende sporten in de schoot van de Cercle athlétique liégeois en zat regelmatig grote internationale toernooien van worstelsport voor.

### Publicaties
- In de reeks Deutsche Chirurgie schreef hij Traité des maladies chirurgicales de la peau et du tissu cellulaire sous-cutané (700 p.).
- Hij werkte mee aan de Traité d'urologie van Zuckerhand, waarin hij het hoofdstuk schreef over de ziekten van de penis, van de testikels en van hun omhulsels.
- In het Handboek van huidziekten van Mracek, schreef hij het artikel Carcinome van de huid en de ziekte van Paget.
- In 1895 verscheen zijn Traité de médecine opératoire.
- Hij werkte samen met Billroth aan de publicatie van het Handboek voor chirurgische pathologie. Vanaf 1880 werd hij de enige uitgever van dit regelmatig bijgewerkte handboek. De laatste heruitgave dateerde van 1906. Het handboek werd in vele talen vertaald.

## Hans de Winiwarter
Hans-Chrisostomus de Winiwarter (Wenen, 1875 - Luik, 1949), zoon van Alexandre, trouwde met Eva Brahy (1875-1941) en het echtpaar bleef kinderloos. Zoals zijn vader was hij arts, en hoogleraar aan de Universiteit van Luik. Hij was histoloog en embryoloog.
Hij volgde zijn ouders naar Luik en behaalde er in 1899 met de grootste onderscheiding het diploma geneeskunde. Hij studeerde verder aan de universiteiten van Breslau en Wenen. Teruggekeerd in Luik werd hij assistent-chirurg en van 1903 tot 1907 assistent in de gynaecologie en verloskunde.
Hij legde zich voornamelijk toe op de weefselleer en op de embryologie, waarover hij opgemerkte studies publiceerde.
Na belangrijke publicaties over oögenese en organogenese van de eierstokken, verwierf hij in 1910 een speciaal doctoraat in anatomische wetenschappen met als titel voor zijn thesis: La constitution
et ï'involution du corps de Wolff et le développement du canal de Müller dans l'espèce humaine.
In 1919 werd hij tot docent benoemd. Hij gaf toen zijn praktijk als chirurg op, om zich volledig toe te leggen op het doceren en op het wetenschappelijk onderzoek. In 1924 werd hij benoemd tot buitengewoon hoogleraar en in 1928 tot gewoon hoogleraar. Hij doceerde algemene weefselleer en embryologie. In 1945 ging hij met emeritaat.
Naast zijn universitaire activiteiten, dirigeerde hij:
- de Archives de biologie,
- de Provinciale Verpleegstersschool.

Hij werd:
- lid van de Koninklijke Academie van België,
- lid van de Koninklijke Academie voor Geneeskunde van België,
- lid en voorzitter van de Société belge de Biologie,
- lid van de Société de biologie in Parijs,
- honorary fellow van de Royal Microscopia Society in Londen,
- erelid van de Société royale des sciences naturelles et médicales de Bruxelles,
- erelid van de Société eugénique de Tchécoslovaquie.

Naast zijn activiteiten als wetenschapper ontwikkelde hij, net als zijn vader, een merkwaardige eruditie in talrijke domeinen van de literatuur, de muziek, de wijsbegeerte en de grafische kunsten. Hij verzamelde een uitgebreide collectie Japanse gravures.

## Edmond De Winiwarter
- Edmond de Winiwarter (1879-1951), tweede zoon van Alexandre, werd doctor in de scheikunde en trouwde in Hoei in 1911 met Emma Godin (1891-1962). Ze kregen vier kinderen.
  - Alexandre de Winiwarter (1912-1994), beroepsofficier, werd tijdens de Achttiendaagse Veldtocht krijgsgevangen. In september 1943 ontsnapte hij en voegde zich bij het Geheim Leger. In december werd hij naar Londen gestuurd, om er de organisatie van deze verzetsgroep uit te leggen. De Britse regering verleende hem een King's Commendation for Brave Conduct. Na de oorlog trok hij naar Belgisch-Congo en trouwde er in Albertstad in 1951 met Jacqueline de Blommaert de Soye (1922- ). Met afstammelingen tot heden.

## Richard de Winiwarter
Richard de Winiwarter (1882-1943), derde zoon van Alexandre, was procureur des Konings in Verviers. Hij trouwde in 1906 in Verviers met Adrienne Laoureux (1885-1971). Het gezin bleef kinderloos. Hij werd in maart-april 1941 gearresteerd vanwege zijn anti-Duitse houding en werd uit zijn functie van procureur gezet. In mei 1943 werd hij samen met een zestigtal inwoners van Verviers weggevoerd naar Aken, waar hij op 6 oktober 1943 overleed.